# سیارک ۷۶۶۸
سیارک ۷۶۶۸ (به انگلیسی: 7668 Mizunotakao، نامگذاری:1995BR3) هفت هزار و ششصد و شصت و هشتمین سیارک کشف شده‌است که در ۳۱ ژانویه ۱۹۹۵ کشف شد.
قدر مطلق سیارک برابر ۱۸.۶ است.